# Ivan I., portugalski kralj
Ivan I., (port. João I, poznat i kao  "Ivan veliki", port. João o Grande, 11. travnja 1357. — 14. kolovoza 1433.), kralj Portugala od 1385.
Ivan je bio vanbračni sin Petra I., kralja Portugala. Bio je veliki majstor reda Avizo skinuvši s trona kraljicu Leonor Telles, koja je kraljevstvo željela predati Kastilji. Postaje regent 1383. godine a kralj 1385. Poslije dugog rata protiv Kastilje, Ivan se okrenuo protiv Maura i osvaja Ceutu 1415. godine. 
Ivan je u Portu 11. veljače 1387. oženio Filipu Lankastersku (1360. – 1415.), kćerku vojvode Ivana Lankasterskog i Blanke Lankasterske.

Djeca:
1. Blanche (1388. – 1389.)
2. Afonso (1390. – 1400.)
3. Edvard I. (1391. – 1438.)
4. Pedro, vojvoda Coimbre (1392. – 1449.)
5. Henrik "Morepolovac", vojvoda Viseua (1394. – 1460.)
6. Izabela (1397. – 1472.), udata za Filipa III. Burgundskog
7. Blanche (1398.)
8. João, vojvoda od Aveira (1400. – 1442.) djed Manuela I.
9. Ferdinand "Sveti" (1402. – 1443.)
10. Charoll (1409. – 1442.)
11. Blancis

| Prethodnik Ferdinand I. | Kralj Portugala 1385. – 1433. | Nasljednik Edvard |